# Oskar Marion
Pour les articles homonymes, voir Marion.
Oskar Marion (né Oskar Lepka le 2 avril 1896 à Brünn, Autriche-Hongrie ; mort en mars 1986 à Munich, Allemagne de l'Ouest) fut un acteur autrichien.

## Filmographie partielle
- 1928 : Deux roses rouges de Robert Land
- 1929 : L'Organiste de la cathédrale Saint-Guy de Martin Frič
- 1931 : Nie wieder Liebe d'Anatole Litvak
- 1935 : Valses sur la Neva de E.W. Emo
- 1935 : Hundert Tage de Franz Wenzler

## Sources de la traduction
- (en) Cet article est partiellement ou en totalité issu de l’article de Wikipédia en anglais intitulé « Oskar Marion » (voir la liste des auteurs).